# (155) Сцилла
(155) Сцилла (др.-греч. Σκύλλα) — небольшой астероид главного пояса, который был открыт 8 ноября 1875 года австрийским астрономом Иоганном Пализой и назван в честь Сциллы, морского чудовища в древнегреческой мифологии.

Орбита астероида Сцилла и его положение в Солнечной системе
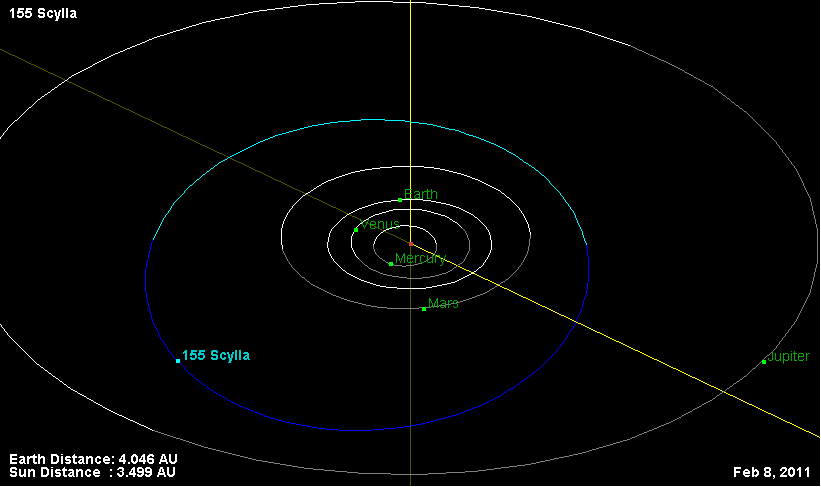
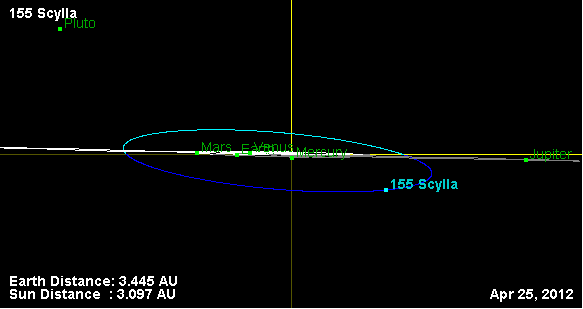